# Federazione pallavolistica del Kosovo
La Federazione pallavolistica del Kosovo (in lingua albanese Federata e Volejbollit e Kosovës, FVK) è un'organizzazione fondata nel 1948 per governare la pratica della pallavolo in Kosovo.
Organizza il campionato maschile e femminile, e pone sotto la propria egida la nazionale maschile e femminile.
Ha aderito alla FIVB nel 2016.